# Зовко, Ловро
Ловро Зовко (хорв. Lovro Zovko; родился 18 марта 1981 года в Загребе, СФРЮ) — хорватский профессиональный теннисист.

## Спортивная карьера
Специализируется на соревнованиях в парном разряде. Профессиональную карьеру начал в 1999 году. В этом же году сумел победить на юниорских соревнованиях Открытого чемпионата Франции в паре с Ираклием Лабадзе. В 2000 году вместе с Иваном Любичичом дошел до финала на турнире ATP в Умаге. Через год им удается повторить своё достижение на этом турнире. Следующий раз такого результата ему удается достичь через семь лет в 2007 году на турнире в Москве вместе с Томашом Цибулецом. Через две недели уже в паре с поляком Лукашом Куботом он дошел до финала в Лионе. Совместно с Марином Чиличом третий раз в Умаге и пятый раз на турнирах ATP Ловро Зовко дошел до финала в июле 2011 года, но вновь как и во всех остальных случаях остановился в шаге от титула.

## Финалы турниров ATP
| Легенда                        |
| ------------------------------ |
| Турниры Большого шлема         |
| Кубок Мастерс / финал АТР-тура |
| ATP Мастерс / ATP Мастерс 1000 |
| АТР Gold / АТР 500             |
| АТР International/ АТР 250     |

### Поражения в финалах (5)

#### Парный разряд (5)
| №  | Дата        | Турнир   | Покрытие | Партнёр       | Соперники в финале                  | Счёт в финале    |
| -- | ----------- | -------- | -------- | ------------- | ----------------------------------- | ---------------- |
| 1. | 17 июл 2000 | Умаг     | Грунт    | Иван Любичич  | Алекс Лопес-Морон Альберт Портас    | 1-6, 6-7(2)      |
| 2. | 16 июл 2001 | Умаг (2) | Грунт    | Иван Любичич  | Серхио Ройтман Андрес Шнейтер       | 2-6, 5-7         |
| 3. | 8 окт 2007  | Москва   | Хард     | Томаш Цибулец | Марат Сафин Дмитрий Турсунов        | 4-6, 2-6         |
| 4. | 22 окт 2007 | Лион     | Хард     | Лукаш Кубот   | Себастьян Грожан Жо-Вильфрид Тсонга | 4-6, 3-6         |
| 3. | 31 июл 2011 | Умаг (3) | Грунт    | Марин Чилич   | Симоне Болелли Фабио Фоньини        | 3-6, 7-5, [7-10] |